# 阿塔瓦爾帕
阿塔瓦爾帕（約1500年—1533年7月26日）是印加帝國第十三代薩帕·印卡（皇帝），也是西班牙殖民征服之前的最後一代薩帕·印卡。1532年至1533年在位。
1529年，他的父親瓦伊納·卡帕克病逝，阿塔瓦爾帕的同父異母弟瓦斯卡爾繼位。最初這兩個兄弟和平共處，後來阿塔瓦爾帕便發動了內戰，於1532年成功擊敗瓦斯卡爾，奪取了皇位。然而在阿塔瓦爾帕獲勝不久之後，西班牙殖民者弗朗西斯科·皮萨罗來到印加，在與阿塔瓦爾帕會面的時候對其突襲，成功將他俘虜。
1533年7月26日，皮萨罗在卡哈马卡絞死了阿塔瓦爾帕，印加帝國滅亡。此後，薩帕·印卡的稱號雖得到保留，不過之後的薩帕·印卡都是西班牙殖民者的傀儡。

## 生平

### 早期事蹟
阿塔瓦爾帕是瓦伊納·卡帕克的兒子，其生母是基多王國的公主兼繼承人紐斯塔·帕查（Ñusta Pacha）。這個婚姻是含有政治意圖的；印加帝國剛剛征服了基多王國，而基多王室在當地仍有一定影響力。
不少史學家指出阿塔瓦爾帕出生在基多城，但這是有爭議的，另一些故事則聲稱他來自其他地方。
根據《印卡王室述評》的說法，阿塔瓦爾帕精明老練、謹慎穩重、身材健美，且作戰時精神抖擻，瓦伊納·卡帕克非常喜歡他，希望讓他繼承王位。但阿塔瓦爾帕非純正的印加王室血統，最終沒有獲得繼承權，而是被瓦伊納·卡帕克任命為基多統治者，統治印加帝國北部疆域。阿塔瓦爾帕在帝國北方邊境非常受人歡迎。
1532年，瓦伊納·卡帕克與王儲尼南·庫尤奇相繼染上天花病逝。瓦斯卡爾因其血統純正而被庫斯科的貴族推戴為新的薩帕·印卡，並要求基多的阿塔瓦爾帕向他效忠。阿塔瓦爾帕同意向他效忠。這兩個同父異母兄弟曾一度和睦，但不久之後他們之間便爆發了爭奪皇位的內戰。這場內戰爆發的起因至今可以說仍是個謎，因為同時代的史料上有著兩種相互矛盾的記載。
其中一種說法把瓦斯卡爾塑造成一個暴君。這種版本裡，瓦斯卡爾性格暴躁，不僅目中無人，還不遵守印加習俗和法律。瓦斯卡爾把先王的領地以及祭祀太陽神因蒂的土地都據為己有，這在印加人眼裡是褻瀆神明的行為。他根本看不起出身低賤的阿塔瓦爾帕，不斷羞辱阿塔瓦爾帕。他殺死阿塔瓦爾帕的信使，還讓阿塔瓦爾帕的部下男扮女裝遊街示眾。忍無可忍的阿塔瓦爾帕最終在基多向瓦斯卡爾宣戰。胡安·德·貝坦索斯在其所著的《印加人史》（Suma y narración de los incas）中持這種觀點，其妻子曾是阿塔瓦爾帕的一個妻子。
在另一種說法中，阿塔瓦爾帕的形象是負面的，瓦斯卡爾則被塑造成一位天性質樸的善良帝王。阿塔瓦爾帕以詭計欺詐自己的弟弟，向他表達忠心；另一方面，從各地抽調精兵，把戰士化裝成前去祭祀先王的僕人，由查爾庫奇馬、基斯基斯二人率領，向庫斯科進發，不讓兵器被人發現。當北方軍到達庫斯科附近的時候，瓦斯卡爾才猛然醒悟，最終因倉促防禦被阿塔瓦爾帕擊敗。持這種觀點的是《印卡王室述評》的作者印卡·加西拉索·德拉維加，他是庫斯科王族的後裔，庫斯科王族在內戰中曾被阿塔瓦爾帕的支持者屠殺。
在這場內戰中，庫斯科王公一致支持瓦斯卡爾；帝國的三位重要將領查爾庫奇馬、基斯基斯、盧米尼亞維則對瓦斯卡爾不滿，支持阿塔瓦爾帕。瓦斯卡爾得知阿塔瓦爾帕向他宣戰的消息，派兵北上阻擊。在卡尼亞利人的幫助下突襲並佔領了重鎮圖米班巴。隨後，瓦斯卡爾的弟弟阿圖克在奇洛潘帕戰役中將阿塔瓦爾帕俘虜。阿圖克等人非常高興，設宴慶功。這時，一名少女要求探望阿塔瓦爾帕，獲得了阿圖克等人的同意。少女乘看守不備，在牆上鑿了個小洞讓阿塔瓦爾帕逃走。隨後阿塔瓦爾帕組織軍隊進行反擊。欽博拉索戰役是此戰爭的轉折點，此戰中，北軍大獲全勝，並俘虜了阿圖克；隨後，阿塔瓦爾帕派部將基斯基斯、查爾庫奇馬南下攻打庫斯科。在基派潘戰役中，基斯基斯、查爾庫奇馬大敗瓦斯卡爾，將其本人俘虜；隨後佔領了庫斯科，將支持瓦斯卡爾的王室貴族們押解到薩克塞瓦曼集體屠殺。阿塔瓦爾帕得知消息之後，率領八萬大軍南下，途中在卡哈马卡稍作停留。就在那裡，他與弗朗西斯科·皮萨罗所率的西班牙殖民者不期而遇。

### 西班牙人的征服
1531年1月，一支由弗朗西斯科·皮萨罗率領的探險家在普納島登陸，企圖征服印加帝國。皮薩羅帶領了169人、69匹馬。西班牙人向南進發，佔領了通貝斯。在通貝斯，皮薩羅得知印加帝國爆發內戰的消息。大約在一年半之後，西班牙的援軍到達，皮薩羅建立了聖米格爾·德·皮烏拉；隨後率領106名步兵、62名騎兵向印加帝國的中心進軍。
身在卡哈麥卡的阿塔瓦爾帕，得知一群怪異的人到來，派遣一名印加貴族前去調查。這名貴族在西班牙人的營寨裡逗留了兩天，評估了西班牙人的武器和馬匹。阿塔瓦爾帕認為這168名西班牙人對他和他的大軍不會構成威脅，便派人傳話，邀請他們訪問卡哈麥卡與自己會面，企圖擒獲他們。皮薩羅與其部下雖然裝備先進，在翻山越嶺途中仍感到困難。他們在1532年11月15日到達卡哈麥卡。

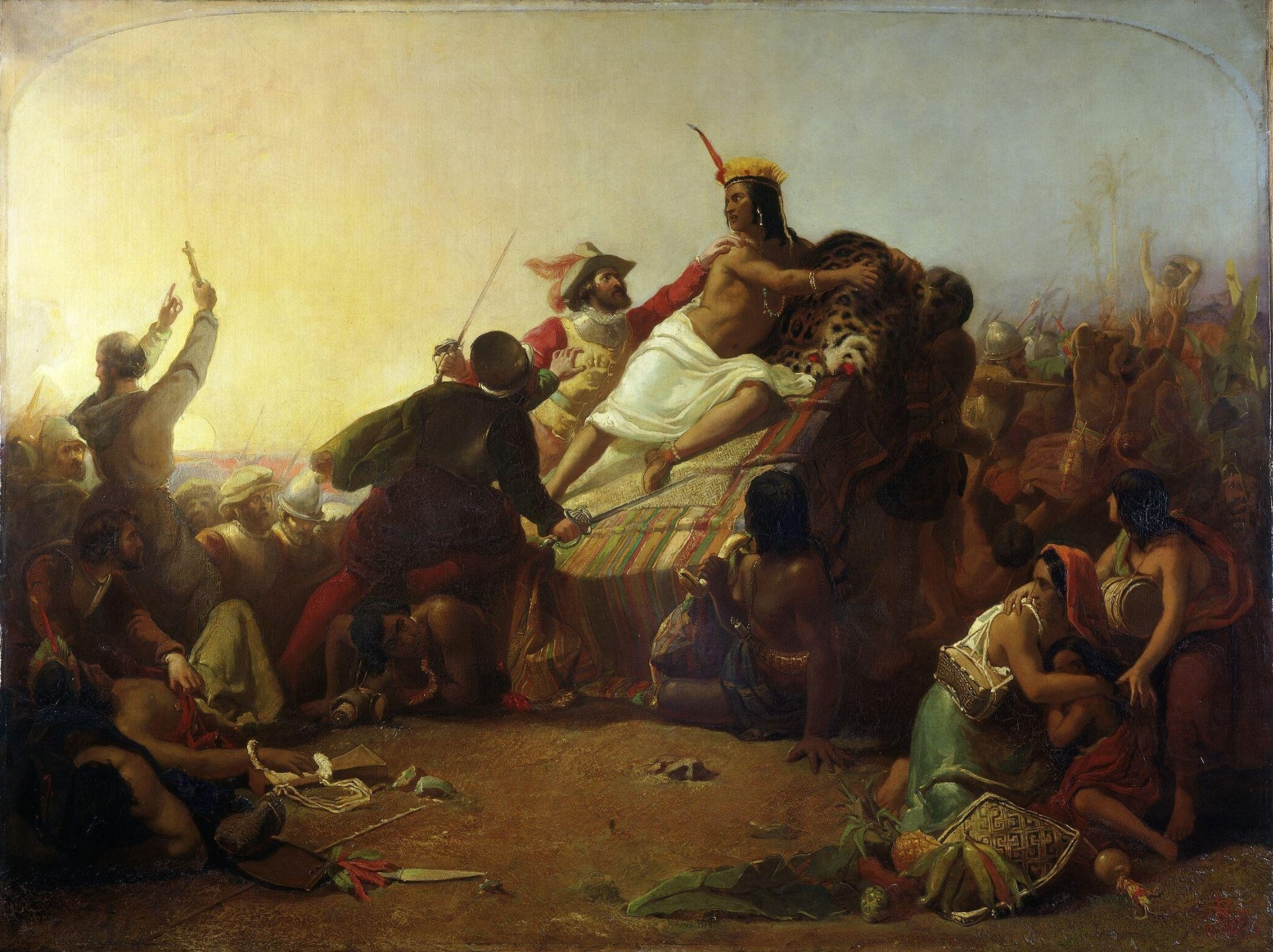
西班牙人擒獲阿塔瓦爾帕，約翰·艾佛雷特·米萊繪，1845年

阿塔瓦爾帕及其軍隊在卡哈麥卡城外的一座山丘上紮營。他住在科諾赫溫泉（Konoj）旁的一座房子裡，周圍有眾多士兵護衛。皮薩羅到達卡哈麥卡的時候，該城鎮幾近無人，只有數百名太陽神貞女（aclla）。西班牙人在城鎮的廣場上建立住宅，並派遣以埃爾南多·德·索托為首的使團，帶領15名騎兵與一名翻譯前去會見阿塔瓦爾帕；不久，皮薩羅又派弟弟埃爾南多·皮薩羅率二十多名騎兵前去增援，以防止印加人的攻擊。
西班牙人邀請阿塔瓦爾帕於翌日訪問卡哈麥卡，去會見皮薩羅。與此同時，皮薩羅策劃了一場綁架阿塔瓦爾帕的突襲計劃。西班牙騎兵與步兵佔據廣場周圍的三個長形建築，幾名火槍手與四組炮兵位於廣場中央一座石頭建築之內。皮薩羅計劃說服阿塔瓦爾帕承認西班牙人的權威，一旦失敗，他們有兩種選擇：在有把握成功的情況下，則突然發動襲擊；若印加軍隊太過強大的話則保持友善的姿態。
次日中午，在一大群身著的盛裝印加人的先導下，阿塔瓦爾帕離開軍營。這支隊伍行進地十分緩慢，皮薩羅派自己的弟弟埃爾南多前去邀請阿塔瓦爾帕在日落之前進入卡哈麥卡。阿塔瓦爾帕於日落之前坐在八名貴族抬著的轎子上進入該鎮，跟隨他到來的有四名坐著轎子或吊床的貴族，以及五六千名上身赤裸，裝備有戰斧、投石器、裝在袋中的石子的士兵。印加人發現廣場上沒有一個西班牙人，他們全躲在建築物裡，走出來迎接的只有道明會宣教師文森特·德·巴爾韋德以及一名翻譯。巴爾韋德對阿塔瓦爾帕所說的內容，各史料記載不一，但大部分記載巴爾韋德邀請阿塔瓦爾帕進去與皮薩羅談話、共進晚餐。相反地，阿塔瓦爾帕命令西班牙人撤離他們所佔據的地區。根據目擊者的記載，巴爾韋德並未傳達阿塔瓦爾帕的這項命令，反而宣講天主教的教義，希望阿塔瓦爾帕承認西班牙國王的權威並改宗天主教。在阿塔瓦爾帕的要求下，巴爾韋德將祈禱書交給了他；在經過簡短的測試之後，阿塔瓦爾帕將其拋擲於地。巴爾韋德連忙前去向皮薩羅報告。皮薩羅迅速發出訊號，西班牙步兵、騎兵突然從隱藏處現身，迅速衝向猝不及防的印加人，殺傷甚衆，其他印加人倉皇逃跑。雖然皮薩羅成功發起突襲，但在印加人的拼死護衛下，直到殺光了阿塔瓦爾帕身邊的所有隨從之後才得以將他掀下轎子來。在此次行動中，西班牙人幾乎沒有甚麼損失；大部分史料記載沒有一個西班牙人被殺，另一些史料則稱有五人陣亡。

### 被囚與被殺

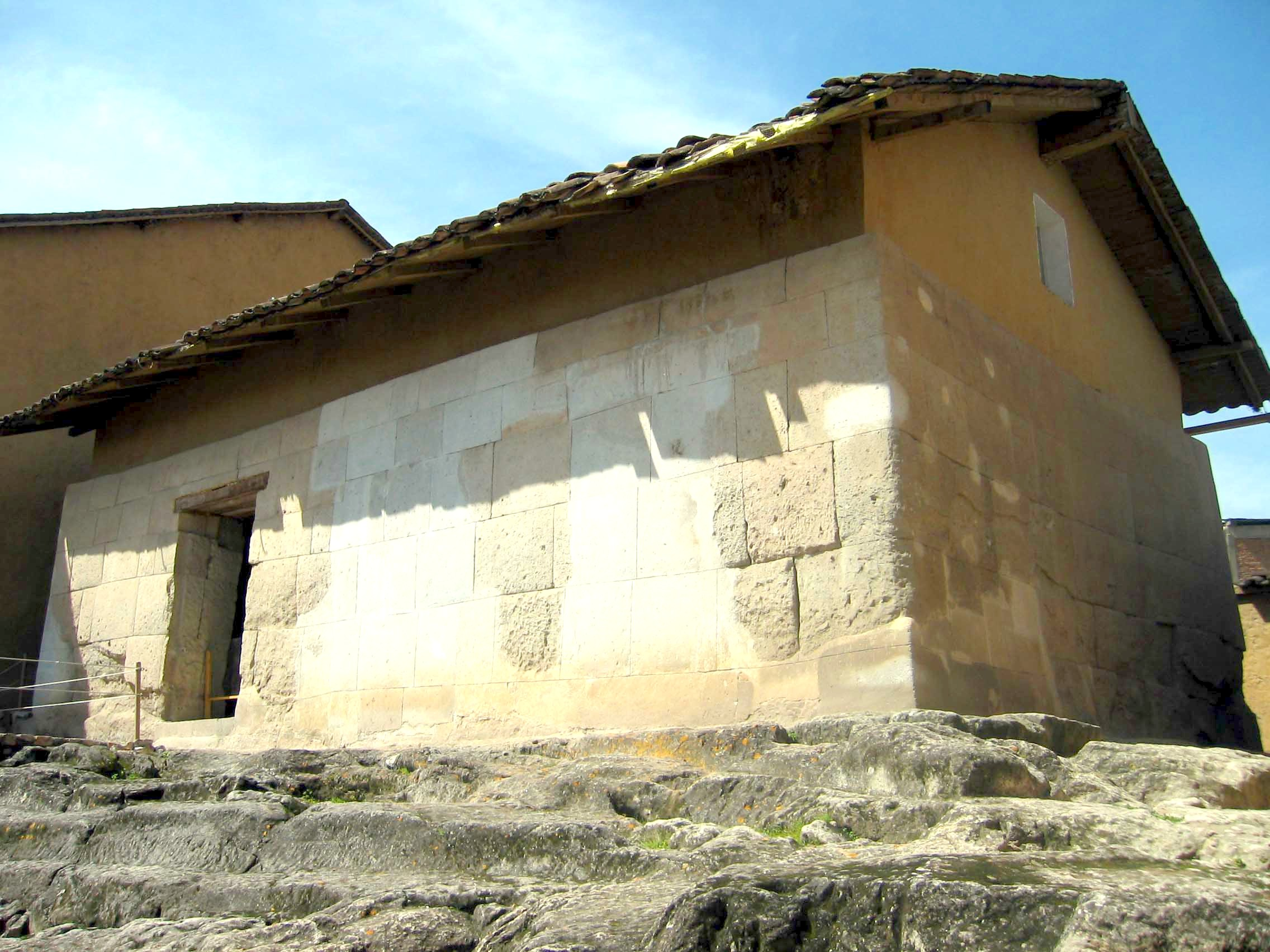
西班牙人囚禁阿塔瓦爾帕的地方，被稱為「贖金之屋」

11月17日，西班牙人攻陷了印加人的軍營，發現了大量黃金、白銀和綠寶石。阿塔瓦爾帕意識到這些西班牙人極度渴望這些貴重的金屬，同意在兩個月之內為西班牙人籌集能夠填滿自己囚室（6.7公尺長、5.2公尺寬）的黃金和兩倍的白銀。人們普遍認為阿塔瓦爾帕此舉的目的是為了重獲自由，阿塔瓦爾帕也似乎以這種方式避免被殺，然而早期的編年史學家中沒有任何一位提到西班牙人承諾在這些金屬到達之後釋放他。

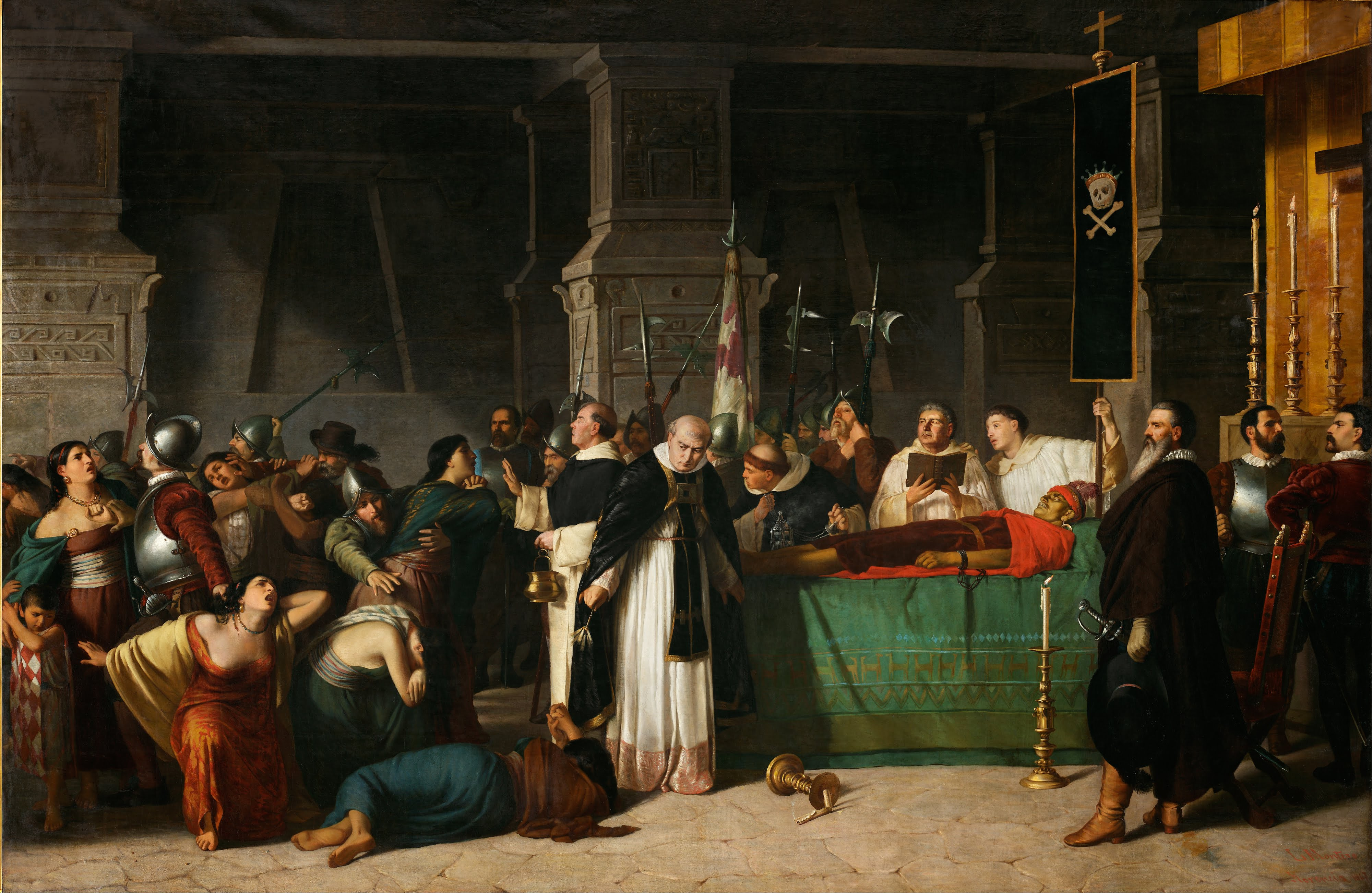
阿塔瓦爾帕的葬禮，路易斯·蒙特羅繪

數月之後，奉命押送黃金的盧米尼亞維即將到達的時候，不少西班牙人把阿塔瓦爾帕視為累贅，決定要處死他。皮薩羅主持審判，認定阿塔瓦爾帕叛變西班牙、實行偶像崇拜、謀殺兄弟瓦斯卡爾，判處其火刑。由於印加人認為屍體被火焚毀之後靈魂無法重生，阿塔瓦爾帕感到恐懼。巴爾韋德教士出面勸說阿塔瓦爾帕，聲稱若他改宗天主教，巴爾韋德將會勸說皮薩羅進行減刑。阿塔瓦爾帕同意施行天主教的洗禮，取教名弗朗西斯科·阿塔瓦爾帕（Francisco Atahualpa）。在阿塔瓦爾帕的請求下，西班牙人一致通過將其判決改為絞刑，於1533年7月26日在一個帶有金屬鏈的螺旋絞刑架上被絞死。死後，他的衣服和部份肌膚被焚燒，遺體被以基督徒的禮儀下葬在當地的教堂墓園，不過很快屍體便不知所終，可能被其支持者盜走並秘密葬於基多。西班牙人立其弟圖帕克·瓦爾帕為傀儡皇帝；不久圖帕克·瓦爾帕因天花死去，其弟曼科·卡帕克二世繼位。基斯基斯、盧米尼亞維等阿塔瓦爾帕的支持者起兵反抗西班牙殖民統治；瓦斯卡爾的部衆則與西班牙人合作，反對阿塔瓦爾帕的支持者。

## 家族
阿塔瓦爾帕曾將一個妹妹伊內斯·尤潘基嫁給皮薩羅。皮薩羅死後，嫁給一名西班牙騎兵Ampuero，並前往西班牙定居。她與皮薩羅的女兒弗朗西斯卡·皮薩羅·尤潘基（Francisca Pizarro Yupanqui）與西班牙人生活在一起，但後來獲得了王室合法繼承權。弗朗西斯卡於1537年10月10日嫁給了叔叔埃爾南多，生下一子弗朗西斯科·皮薩羅·皮薩羅（Francisco Pizarro y Pizarro）。此子曾有兩次婚姻，並有一子康基斯塔侯爵（Marqueses de La Conquista）。埃爾南多死後，皮薩羅家族男嗣斷絕，但康基斯塔是唯一一個具有皮薩羅血統的倖存後裔。皮薩羅第三子安熱利那（Angelina）是阿塔瓦爾帕的外甥，在到達西班牙之後不久便死去了，沒有獲得繼承權。
阿塔瓦爾帕有一子二女。他的兒子名叫弗朗西斯科·阿塔瓦爾帕，早夭。其中一個女兒名叫安赫利娜，嫁給皮薩羅。

## 軼事
由於出身血統卑賤，大多數庫斯科的印加王公貴族都歧視阿塔瓦爾帕。阿塔瓦爾帕成功奪位之後，其支持者大肆屠殺印加王公，致使印加貴族對其的歧視轉為憎惡，稱他為「奧卡」（奇楚瓦語：或）。阿塔瓦爾帕的兒子法蘭西斯克早逝的時候，許多印加王公都非常高興。在印加王室後裔印卡·加西拉索·德拉維加所著的《印卡王室述評》中，以大篇幅的內容描述和渲染阿塔瓦爾帕對待印加王公的殘暴，並說他「罪行累累、罄竹難書」。
相傳阿塔瓦爾帕在被俘虜後曾在囚室中與西班牙人對弈美洲狮棋，但也可能是對弈中東跳棋。

## 現代流行文化中的形象
彼得·謝弗導演的「太陽之戰」（The Royal Hunt of the Sun）描述了阿塔瓦爾帕印卡與皮薩羅之間的衝突。該劇於1964年在英國皇家國立劇場首次上演，當時阿塔瓦爾帕由羅伯特·史蒂芬斯扮演。該劇後於1969年改編為同名的電影，阿塔瓦爾帕由克里斯多夫·柏麥飾演。

## 徵引
1. ↑  See, Hemming p. 557, fn. 78
2. 1 2  《印卡王室述评·附录·秘鲁印第安人通用词汇表》
3. ↑  Nordenskiöld, 1922: Comenta que el 'gallo' era desconocido en la América precolombina del sur, y que fue introducido en Brasil hacia 1500, y su cría se difundió hacia Sudamérica occidental en unas pocas décadas. Se desconoce la razón por la cual se dio el nombre de esta "ave exótica" al último inca.
4. ↑  .   [2014-09-18]. （原始内容存档于2014-10-21）.
5. ↑  《印卡王室述評》第九卷第十二章，674頁
6. 1 2  Von Hagen The Incas of Pedro, p. 80.
7. 1 2  Hemming, The Conquest, p. 28.
8. ↑  Von Hagen The Inca of Pedro, p. 52.
9. ↑  《印卡王室述評》，728~732頁
10. 1 2  Hemming, The Conquest, p. 29.
11. ↑  Cobo, History, p. 165.
12. ↑  Prescott, History of the Conquest, p. 336.
13. ↑  《印卡王室述評》，734頁
14. ↑  The Hispanic American, p. 415.
15. ↑  Hemming, The Conquest, pp. 28–29.
16. ↑  Hemming, The Conquest, pp. 31–32.
17. ↑  Hemming, The Conquest, p. 32.
18. ↑  Hemming, The Conquest, pp. 32–33.
19. ↑  Hemming, The Conquest, pp. 33, 35.
20. ↑  Hemming, The Conquest, pp. 34–35.
21. ↑  Hemming, The Conquest, p. 36.
22. ↑  Hemming, The Conquest, p. 39.
23. ↑  Hemming, The Conquest, pp. 38–39.
24. ↑  Hemming, The Conquest, p. 40.
25. ↑  Hemming, The Conquest, pp. 40–41.
26. ↑  Hemming, The Conquest, p. 41.
27. ↑  Hemming, The Conquest, p. 42.
28. ↑  Hemming, The Conquest, pp. 42, 534.
29. ↑  Hemming, The Conquest, pp. 42, 534–535.
30. ↑  Hemming, The Conquest, pp. 42–43.
31. ↑  Hemming, The Conquest, p. 43.
32. ↑  Tucker, Battles That Changed History, p172.
33. ↑  Hemming, The Conquest, pp. 39–40.
34. ↑  Hemming, The Conquest, pp. 49, 536.
35. ↑  See, Hemming p. 557 fn. 78.
36. ↑  Hemming, The Conquest, p. 79.
37. ↑  Innes (1969).
38. ↑  Prescott, William. History of the Conquest of Peru （页面存档备份，存于）, chapter 28
39. ↑  《印卡王室述評》第九卷第三十八章，744~745頁
40. 1 2 3  《印卡王室述評》第九卷第三十九章，747~748頁
41. ↑  Conquistadors
42. ↑  . Internet Broadway Database.   [4 February 2012]. （原始内容存档于2015-09-10）.
43. ↑  . Internet Movie Database.   [4 February 2012]. （原始内容存档于2016-03-10）.

## 外部連結
- （英文） Francisco de Xeres. Narrative of the Conquest of Peru
- （英文）  . . 1900.

| 統治者頭銜        | 統治者頭銜              | 統治者頭銜                                |
| ----------------- | ----------------------- | ----------------------------------------- |
| 前任者： 瓦斯卡尔 | 薩帕·印卡 1532年—1533年 | 繼任者： 图帕克·瓦尔帕 （西班牙人的傀儡） |